# Gottschea gayana
Gottschea gayana là một loài rêu trong họ Schistochilaceae. Loài này được Gottsche mô tả khoa học đầu tiên năm 1857.